# قسم تشيلو الريفي (مقاطعة أنديكا)
قسم تشيلو الريفي (بالفارسية: دهستان چلو) هي قسم تقع في إيران في قسم تشيلو. يقدر عدد سكانها بـ 5,118 نسمة .